# Herrarnas 1 500 meter i hastighetsåkning på skridskor vid olympiska vinterspelen 1964

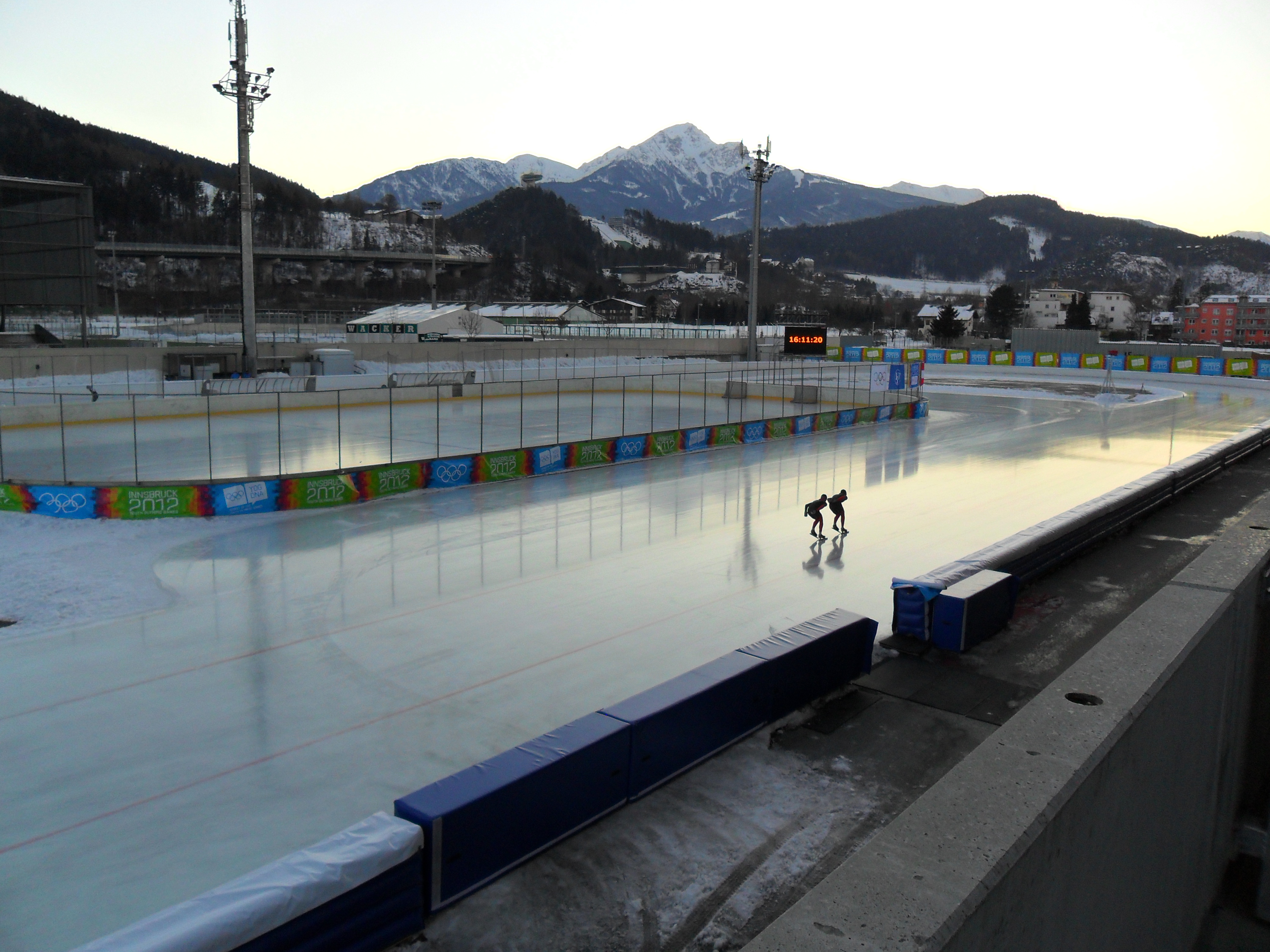
Arenan där tävlingen utfördes

Herrarnas 1 500 meter i skridskor vid de olympiska vinterspelen 1964 avgjordes den 6 februari 1964 på Olympia Eisstadion i Innsbruck. Loppet vanns av Ants Antson från Sovjetunionen.
54 deltagare från 20 nationer deltog i tävlingen.

## Rekord
Gällande världsrekord och olympiska rekord före Vinter-OS 1964:
| Världsrekord     | Juhani Järvinen (FIN)                        | 2:06,3 | Squaw Valley, Kalifornien, USA | 1 mars 1959     |
| Olympiskt rekord | Jevgenij Grisjin (URS) Jurij Michajlov (URS) | 2:08,6 | Cortina d'Ampezzo, Italien     | 30 januari 1956 |

## Medaljörer
| Gren        | Guld                      | Silver                     | Brons              |
| 1 500 meter | Ants Antson Sovjetunionen | Kees Verkerk Nederländerna | Villy Haugen Norge |

## Resultat
| Placering | Idrottare               | Nation                 | Tid      |
| --------- | ----------------------- | ---------------------- | -------- |
| 1         | Ants Antson             | Sovjetunionen          | 2:10,3   |
| 2         | Kees Verkerk            | Nederländerna          | 2:10,6   |
| 3         | Villy Haugen            | Norge                  | 2:11,2   |
| 4         | Jouko Launonen          | Finland                | 2:11,8   |
| 5         | Lev Zajtsev             | Sovjetunionen          | 2:12,1   |
| 6         | Ivar Eriksen            | Norge                  | 2:12,2   |
| 6         | Eduard Matusevitj       | Sovjetunionen          | 2:12,2   |
| 8         | Juhani Järvinen         | Finland                | 2:12,4   |
| 9         | Magne Thomassen         | Norge                  | 2:12,5   |
| 10        | Rudie Liebrechts        | Nederländerna          | 2:12,8   |
| 11        | Jevgenij Grisjin        | Sovjetunionen          | 2:13,3   |
| 11        | Terry Malkin            | Storbritannien         | 2:13,3   |
| 13        | Ard Schenk              | Nederländerna          | 2:13,4   |
| 14        | Ri Sung-ryool           | Nordkorea              | 2:13,9   |
| 15        | Dick Hunt               | USA                    | 2:14,4   |
| 16        | Nils Aaness             | Norge                  | 2:14,6   |
| 17        | Günter Traub            | Tysklands förenade lag | 2:15,3   |
| 18        | Örjan Sandler           | Sverige                | 2:15,4   |
| 19        | Jouko Jokinen           | Finland                | 2:15,6   |
| 19        | Ivar Nilsson            | Sverige                | 2:15,6   |
| 21        | Renato De Riva          | Italien                | 2:15,7   |
| 22        | André Kouprianoff       | Frankrike              | 2:15,8   |
| 23        | Seppo Hänninen          | Finland                | 2:16,0   |
| 24        | Manne Lavås             | Sverige                | 2:16,2   |
| 25        | Buddy Campbell          | USA                    | 2:16,4   |
| 26        | Herbert Höfl            | Tysklands förenade lag | 2:16,8   |
| 26        | Eddie Rudolph, Jr.      | USA                    | 2:16,8   |
| 28        | Bo Ollander             | Sverige                | 2:17,2   |
| 29        | Gerd Zimmermann         | Tysklands förenade lag | 2:17,3   |
| 30        | Kurt Stille             | Danmark                | 2:17,4   |
| 31        | Keiichi Suzuki          | Japan                  | 2:17,5   |
| 32        | Oldřich Teplý           | Tjeckoslovakien        | 2:17,9   |
| 33        | Hermann Strutz          | Österrike              | 2:18,0   |
| 34        | Satoshi Shinpo          | Japan                  | 2:18,5   |
| 35        | Elio Locatelli          | Italien                | 2:19,0   |
| 36        | Kim Zin-hook            | Nordkorea              | 2:19,4   |
| 37        | Ralf Olin               | Kanada                 | 2:19,7   |
| 38        | György Ivánkai          | Ungern                 | 2:19,9   |
| 39        | Jürgen Schmidt          | Tysklands förenade lag | 2:20,0   |
| 40        | Choi Yeong-bae          | Sydkorea               | 2:20,3   |
| 41        | Toyofumi Aruga          | Japan                  | 2:20,7   |
| 42        | Floyd Bedbury           | USA                    | 2:21,3   |
| 43        | Raymond Fonvieille      | Frankrike              | 2:22,6   |
| 44        | Ruedi Uster             | Schweiz                | 2:23,4   |
| 45        | Tony Bullen             | Storbritannien         | 2:23,7   |
| 46        | Luvsanlkhagvyn Dashnyam | Mongoliet              | 2:23,9   |
| 47        | Gerald Koning           | Kanada                 | 2:24,0   |
| 48        | Peter Toyfl             | Österrike              | 2:24,2   |
| 49        | Thomas Dawson           | Storbritannien         | 2:26,4   |
| 50        | Mihály Martos           | Ungern                 | 2:26,8   |
| 51        | Josef Reisinger         | Österrike              | 2:27,8   |
| 52        | Choi Nam-yeon           | Sydkorea               | 2:30,2   |
| 53        | Jean-Pierre Guéron      | Schweiz                | 2:32,3   |
| -         | Erich Korbel            | Österrike              | (2:21,8) |